# Якушкина, Елизавета Мардарьевна
Елизавета Мардарьевна Якушкина (урождённая Милюкова; 1835—1893) — российская помещица, педагог и благотворительница XIX века; супруга врача В. И. Якушкина.

## Биография
Елизавета Милюкова родилась в 1835 году; выросла в деревне и уже с первых проявлений сознательного отношения к жизненным вопросам обнаружила свою наклонность вникать в дела и интересы народа; за эту черту она стала общей любимицей крепостных своего отца. 
По смерти своей единственной дочери, а потом и мужа, Якушкина осталась одна среди того народа, которому помогала ещё в девичестве; осознавая нужды крестьян (после отмены крепостного права в России) она направила на помощь им все свои силы.
Более двадцати лет она непрерывно вела организованную на собственные средства двухклассную школу в сельце Старухине, в которой учились и воспитывались мальчики и девочки всех окружных сел и деревень. Насколько Старухинская школа была выше других и насколько ей отдавалось предпочтение крестьянами, видно из того, что в сельце Старухине квартировали ребята-ученики из соседних сел, чтобы только учиться у Якушкиной. Кроме школы, в которой под личным руководством Якушкиной, вместе с общими предметами, преподавались ученикам и другие первоначальные сведения по истории, географии, физике и другим дисциплинам
Е. М. Якушкина устраивала у себя частные чтения и для взрослых крестьян, которые охотно посещались ими. Она постоянно заботилась также и о материальных нуждах народа. Ею было организовано ссудосберегательное товарищество в сельце Старухине, но она помогала крестьянам, когда было нужно, и другими самыми разнообразными средствами: и советами, и лекарствами, и деньгами и хлебом, ведя в то же время скромную деревенскую жизнь. Жизнь её была непрерывным подвигом, и сознание этого вселяло в знавших её чувство глубокого уважения к Якушкиной. 
Елизавета Мардарьевна Якушкина умерла 26 февраля 1893 года в своем родовом имении — сельце Старухине.